# François-Guy Thivierge
 (août 2010).
Si vous disposez d'ouvrages ou d'articles de référence ou si vous connaissez des sites web de qualité traitant du thème abordé ici, merci de compléter l'article en donnant les références utiles à sa vérifiabilité et en les liant à la section « Notes et références ».
Pour les articles homonymes, voir Thivierge.
François-Guy Thivierge (né le 24 février 1964 à Québec) est un influenceur, alpiniste et guide de montagne québécois. Avec l'ouverture son école d'escalade L'Ascensation en 1989 et du premier centre d'escalade privé au Québec, le Roc Gyms à Québec en 1993, il figure parmi les pionniers de l'escalade moderne au Québec[réf. nécessaire], activité qu'il pratique depuis 1980.

## Biographie
Il grandit à Sainte-Foy et passe son adolescence à Cap-Rouge dans la région de Québec. À 16 ans, il pratique intensivement les sports d'endurance : vélo, cyclotourisme, ski de fond, triathlon, randonnée, vélo de montagne et escalade. À l'âge de 21 ans, en 1987, il obtient son diplôme de bachelier en sciences de l'éducation physique de l'Université Laval.
Il entreprend sa carrière de guide d'escalade en fondant l'école d'escalade L'Ascensation en 1989. Tout en parcourant les montagnes des quatre coins du monde, il poursuit son ascension professionnelle en créant l'un des premiers centres d'escalade au Québec, le centre Roc Gyms, en 1993. Avec son équipe de guides, François-Guy Thivierge a initié des milliers de personnes à l'escalade intérieure, escalade de rocher, escalade de glace et alpinisme à la chute Montmorency.
Il opère également les aventures de via ferrata aux Palissades de Charlevoix depuis 2003. Il grimpe et part en expédition plusieurs fois par année aux États-Unis et au Canada avec une première sur la face Nord du Mont Temple et notamment en Europe en 1992 avec la première ascension d'une voie de glace extrême La dame du Lac.
En 1994, une première sur une paroi de granite de 1 500 mètres verticales, le mont Thor à Terre de Baffin, en 2001, il escalade un iceberg de 50 mètres au large du Groenland dans l'océan Arctique. il participe à plusieurs tentatives ; Le pilier espagnol du mont Bhagirathi III et sur la face sud du mont Cholaste dans l'Himalaya.
Le 9 janvier 2007, il touche le sommet de l'Aconcagua, le toit de l'Amérique du Sud, le 5 janvier, le sommet du Kilimandjaro et le 22 mai 2008, après deux mois et demi d'efforts, il atteint le sommet du mont Everest. Il complète la couronne des Sept sommets - la Liste Messner - le 6 novembre 2009, au terme d'un défi personnel de 2 ans et 10 mois. Il est le second Québécois à compléter cette collection après Bernard Voyer, mais le premier à la réussir dès sa première tentative, et aussi rapidement. Parmi les 179 personnes à travers le monde qui ont complété la couronne des sept plus hauts sommets des sept continents, la rapidité de son exploit lui confère le 23e rang.
Son expédition en Antarctique, qui culmine avec l'ascension du mont Vinson, l'une des montagnes les plus froides au monde, est marquée par la traversée en ski du dernier degré jusqu'au pôle Sud. Le 11 avril 2011, il atteint en ski depuis le dernier degré, le Pôle Nord géographique réalisant son odyssée autour du monde par les 7 sommets et 2 Pôles.
Il dirige une entreprise de 30 employés qui organise et encadre des aventures en montagne au Québec. Il organise également des conférences de motivation en dressant le parallèle entre la montagne, la vie personnelle et professionnelle. À Chacun son Everest est le titre de sa conférence. En janvier 2010, François-Guy Thivierge crée la fondation Montagne de l'Espoir pour aider les jeunes en difficulté. En mars 2010, il regroupe une équipe de bénévoles pour amasser des fonds et pour prêter main-forte aux enfants d'Haïti. 19 personnes partent pour aider directement sur le terrain et surtout sans intermédiaire d'une OMG. Le 5 et 6 février 2010 il organise la première édition du  festival Québec en glace The North Face à la chute Montmorency.
Il est l'auteur du livre d'aventure de montagne et de motivation; François Guy Thivierge AUX SOMMETS, publié aux éditions Sylvain Harvey  en français et en anglais. Le 18 novembre 2014, François Guy Thivierge a reçu la plus haute distinction Québécoise : la Médaille d'honneur de l'assemblée nationale du Québec.